# Dasygaster
Dasygaster là một chi bướm đêm thuộc họ Noctuidae.

## Các loài
- Dasygaster atrata Turner, 1931
- Dasygaster cremnodes Lower, 1893
- Dasygaster dictyota (Lower, 1902)
- Dasygaster epipolia Turner, 1920
- Dasygaster epundoides Guenée, 1852
- Dasygaster eudmeta Turner, 1939
- Dasygaster ligniplena (Walker, 1857)
- Dasygaster melambaphes Turner, 1925
- Dasygaster obumbrata (Lucas, 1894)
- Dasygaster oressigenes Turner, 1925
- Dasygaster padockina (Le Guillou, 1841)
- Dasygaster pammacha Turner, 1922
- Dasygaster punctosa (Walker, [1857])